# David Sackett
David Lawrence Sackett (* 17. November 1934 in Chicago, Illinois, Vereinigte Staaten; † 13. Mai 2015 in Markdale, Ontario, Kanada) war ein kanadischer Mediziner und einer der Pioniere der evidenzbasierten Medizin.
Sackett gründete 1967 an der McMaster University in Hamilton (Ontario) in Kanada die erste Universitätsabteilung für Klinische Epidemiologie und Biostatistik (Department of Clinical Epidemiology and Biostatistics). In diesem Rahmen wurden die Konzepte der klinischen Epidemiologie und wissenschaftlich fundierten Patientenversorgung entwickelt, die seit Anfang der 1990er Jahre unter der Bezeichnung „evidenzbasierte Medizin“ weltweite Verbreitung fanden.

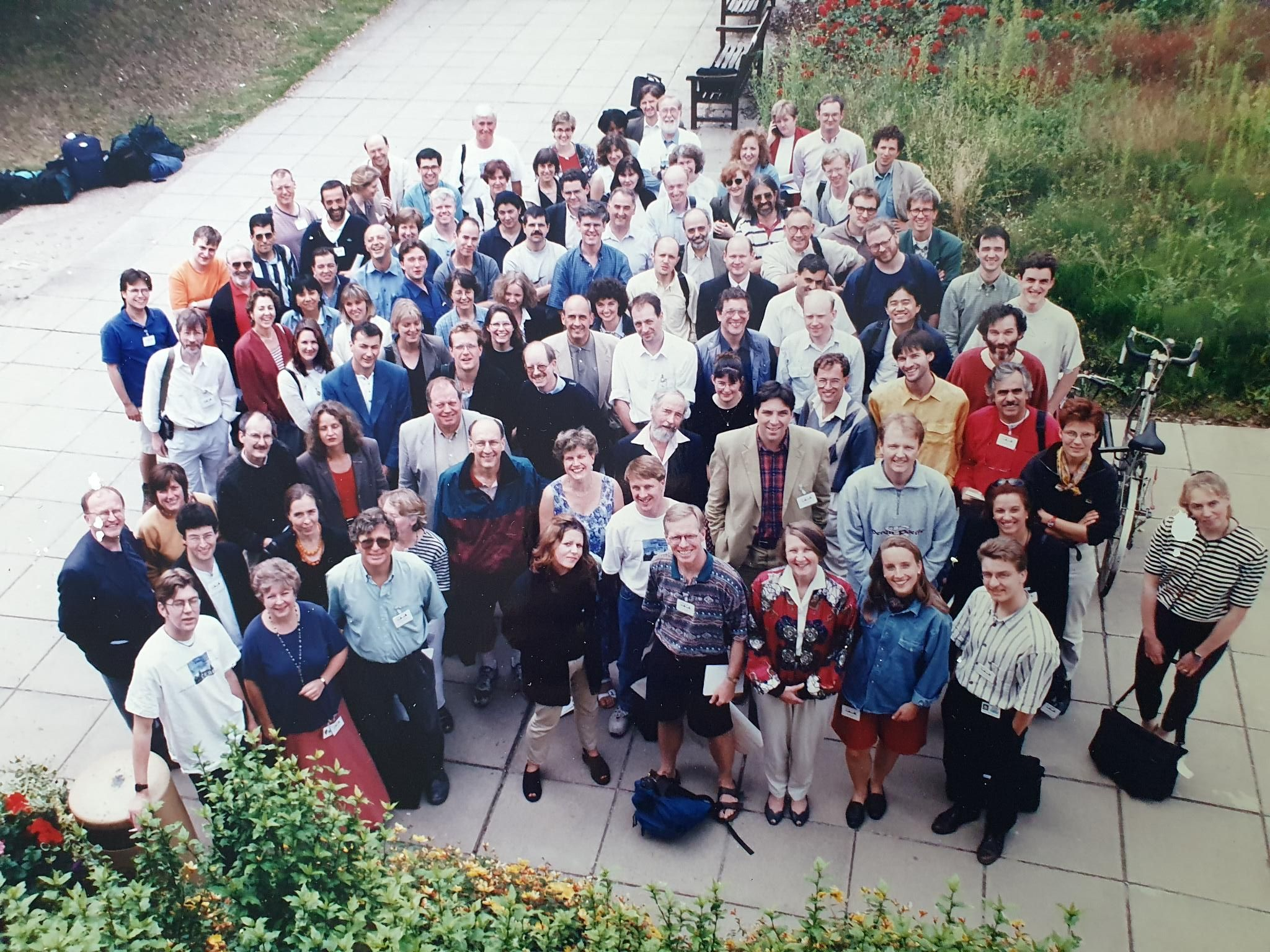
Prof. Sackett und die Teilnehmenden des EbM-Workshops Juli 1997 für deutschsprachige Gäste

Von 1994 bis 1999 war David Sackett Gründungsdirektor des Centre for Evidence-Based Medicine des National Health Service an der Universität Oxford, England. In dieser Zeit war Sackett Wegbereiter der evidenzbasierten Gesundheitsversorgung in Europa, insbesondere auch durch die Oxford Workshops on How to Practice Evidence Based Health Care. 1999 gründete Sackett das Kilgore S. Trout Research & Education Centre at Irish Lake in Ontario.
Im Jahr 2000 wurde Sackett in die Canadian Medical Hall of Fame aufgenommen. 2007 wurde der Wissenschaftspreis des Deutschen Netzwerks Evidenzbasierte Medizin nach David Sackett benannt (siehe David-Sackett-Preis). 2009 erhielt er den Canada Gairdner Wightman Award.

## Bücher
- R. B. Haynes, D. L. Sackett, G. H. Guyatt, P. Tugwell: Clinical Epidemiology: How to Do Clinical Practice Research. 3. Auflage. Lippincott, Williams and Wilkins, Philadelphia 2005.